# Акванал
Акванал (англ. aquanal, нім. Aquanal) — вибухова речовина, що містить воду, до складу якої входить дисперсний алюміній. Наприклад, А. іпконіт — безтротилова вибухова речовина підвищеної енергії, до складу якої входять алюміній, амонійна селітра, рідкий нафтопродукт та добавки, які забезпечують стабільність та водостійкість. Призначений для використання в сухих та обводнених свердловинах.